# Ectinorhynchus latistria
Ectinorhynchus latistria är en tvåvingeart som först beskrevs av Walker 1848.  Ectinorhynchus latistria ingår i släktet Ectinorhynchus och familjen stilettflugor. Inga underarter finns listade i Catalogue of Life.